# Кацбальгер
Кацбальгер (нем. Katzbalger «кошкодёр»), он же Ландскнетта (нем. Landsknechtsschwert) — короткий ландскнехтский меч для «кошачьих свалок» (ближнего боя) с широким клинком и сложной гардой в форме восьмерки. Также известен, как ландскнетта («оружие ландскнехта»). При общей длине от 70 до 85 сантиметров вес кацбальгера колеблется от 1,5 до 1,8 килограммов. Отдельные образцы имеют большие или меньшие габариты и вес, с сохранением других отличительных особенностей и попадают под классификацию от кинжала до полуторного меча. Широкий, обоюдоострый меч с слабо выраженным сужением к острию, отличается характерной большой гардой в форме буквы {\displaystyle S}, рукоятка короткая металлическая. Меч носили в кожаных или металлических ножнах, подвешивая к поясному ремню в горизонтальном положении. Использовался ландскнехтами в качестве вспомогательного вооружения к пике, алебарде, аркебузе, носился также офицерами и артиллеристами, в силу короткой длины был достаточно удобен для ношения и использования в плотном пехотном строю.
Существует расхожее мнение, что меч «кацбальгер» получил своё название от того, что при изготовлении его ножен использовались шкуры рыжих котов, или использовался кошачий мех (от нем. Katze «кошка»). Утверждается, что у таких ножен из кошачьего меха, якобы не было наконечника, чтобы можно было фехтовать, не обнажая меча. Такое объяснение названия все же маловероятно. Изобразительные источники ясно подтверждают, что кацбальгер носили в обычных ножнах. Скорее всего, название меча происходит от старинного выражения, обозначавшего потасовку (нем. katzbalgen «драться»), то есть wie-die-Katzen-balgen («драться, как кошки»). По этой же причине «кацбальгер» называют не только «кошкодером», но и «потасовщиком».